# Pic del Pas Cremat
El Pic del Pas Cremat és una muntanya de 1.240,1 metres del terme comunal de Castell de Vernet, de la comarca del Conflent, a la Catalunya del Nord. Es troba en el centre del sector nord del terme de Castell de Vernet, a prop i al sud d'aquest poble, al nord del Pic de la Mollera del Veguer.